# إروين كوفر
إروين كوفر (بالفرنسية: Erwin Kuffer)‏ (16 سبتمبر 1943) لاعب كرة قدم لوكسمبورغي معتزل كان يجيد اللعب في خط الدفاع .

## المسيرة الرياضية
بدأ كوفر مسيرته الرياضية في نادي ريد بويز ديفيردانغ سنة 1961 ثم انتقل إلى نادي ليون الفرنسي سنة 1966 ومعه توج بطلا لبطولة كأس فرنسا سنة 1967 . انتقل إلى نادي ستاندارد لييج البلجيكي سنة 1969 ثم عاد إلى نادي ريد بويز ديفيردانغ سنة 1973 حتى قرر اعتزال لعب كرة القدم نهائيا سنة 1975 .
شارك في أول مباراة دولية مع منتخب لوكسمبورغ سنة 1965 .

## روابط خارجية
- إروين كوفر على موقع الاتحاد الدولي (مؤرشف)  (الإنجليزية)
- إروين كوفر على موقع قاعدة بيانات كرة القدم.إي يو (الإنجليزية)
- إروين كوفر على موقع ناشيونال فوتبول تيمز (الإنجليزية)
- إروين كوفر على موقع عالم كرة القدم.نت (الإنجليزية)